# Пыжьян
Пыжья́н, или сибирский сиг (лат. Coregonus pidschian) — вид лучепёрых рыб рода сигов, семейства лососёвых, обитает в водоёмах европейского Севера и Сибири. Длина тела до 55 см; масса до 2 кг; сезон добычи: с весны до осени.

## Описание
Тело прогонистое, с возрастом становится более высоким. За головой хорошо выражен горб. Рыло короткое, округлое, с небольшим горбом перед глазами. Рот нижний, небольшой. Зубы на челюстях отсутствуют; мелкие редкие зубы имеются только на язычной пластинке. Верхняя челюсть при закрытом рте выдаётся над нижней. Верхнечелюстная кость относительно длинная, её ширина заметно меньше половины длины кости. Сочленение нижней челюсти с черепом расположено под серединой глаза; её длина меньше высоты хвостового стебля. Хвостовой стебель высокий. В анальном плавнике 3—4 колючих и 10—14 мягких лучей, край анального плавника с небольшой выемкой. Хвостовой плавник выемчатый, с заострёнными лопастями. Голова и туловище сверху тёмно-серые, парные плавники светлые. Бока, голова и туловище снизу серебристо-белые. У крупных общий фон тела бывает с золотистым отливом. В период нереста голова, тело и плавники покрываются белыми эпителиальными бугорками (так называемая «жемчужная сыпь»), которые лучше заметны у самцов.

## Ареал
Реки бассейна Северного Ледовитого океана от Мурманского побережья до канадской Арктики. В пределах ареала отмечается существование полупроходной и речной форм пыжьяна.

## Хозяйственное значение
Пыжьян — ценная промысловая рыба. Больше половины уловов сига, а в отдельные годы до 80% обеспечивает полупроходной сиг из низовьев Енисея. Основной его промысел осуществляется ставными и закидными неводами на путях нерестовой миграции. Зимний промысел развит слабо. Обладая отменными вкусовыми качествами, является ценным объектом любительского рыболовства. Из мяса пыжьяна производят консервы.